# Piren
Pirenul este o hidrocarbură aromatică policiclică formată din patru nuclee benzenice fuzionate, cu formula chimică C16H10. Este un solid incolor și este cea mai mică hidrocarbură polinucleară peri-condensată. Cristalele sale prezintă fluorescență. Pirenul se formează în timpul procedeelor de ardere incompletă a compușilor organici.